# Ashleigh Connor
Ashleigh Connor (* 3. September 1989 in Campbelltown City, New South Wales; † 20. Juli 2011 in Cataract, New South Wales) war eine australische Fußballspielerin. 

## Leben und Karriere
Connor wurde in Campbelltown City, New South Wales, geboren und wuchs in Rosemeadow, NSW auf. Sie begann ihre Karriere in der Jugend von Uniting Church und Campbelltown City SC. Danach folgte ein Abstecher während ihrem Studium an das NSW Institute of Sport.
Connor kam 2008 zu den Illawarra Stingrays in die NSW Women’s Premier League, mit denen sie in den folgenden Jahren zweimal die Meisterschaft gewann. Zudem spielte sie in der Saison 2009/10 neun Partien für die Central Coast Mariners in der W-League.
Sie vertrat ihr Heimatland bei der U-19-Fußball-Asienmeisterschaft der Frauen 2007, als die Qualifikation für die U-20-Fußball-Weltmeisterschaft der Frauen 2008 verpasst wurde.
Connor verunglückte am 20. Juli 2011 tödlich mit ihrem Auto auf der Appin Road in Cataract zwischen Wollongong und Campbelltown.